# NGC 6225
NGC 6225 في الفهرس العام الجديد، هي مجرة محدبة، تقع في كوكبة الجاثي. اكتشفت في 15 يونيو 1887 بواسطة لويس سويفت.

## روابط خارجية
- NGC 6225 على موقع ويكي سكاي: DSS2, SDSS, GALEX, IRAS, Hydrogen α, X-Ray, Astrophoto, Sky Map, Articles and images